# Grallaria hypoleuca
Grallaria hypoleuca là một loài chim trong họ Grallariidae.